# 天才黃金腦～神之謎
《天才黃金腦～神之謎》（日語：ファイ・ブレイン 神のパズル）是由日昇动画制作的日本电视动画，2011年10月开始在NHK教育频道播放。第1季於2011年10月2日至2012年4月1日播放。第2季於2012年4月8日至9月23日播放。第3季於2013年10月6日至2014年3月23日播放。

## 故事簡介

### 第1季
天才黃金腦(Phi-Brain)是指擁有黃金比例大腦之人，而主角大門界人作為Phi-Brain的候補者之一，為解開傳說中的「神之謎題」而展開一場冒險。熱愛解謎的私立路德學園高一學生大門界人，在偶然的機遇下挑戰了潛藏在學園近郊地下遺跡中的「不可解之謎」，那是由神秘的智囊集團POG所製造的、招致生命危險的「賢者之謎」。被真相激怒的大門界人漂亮地攻克了賢者之謎和愚者之謎，意外地從中獲得了「Solver(解答者)」的指名。於是大門界人與青梅竹馬的少女井藤野乃葉以及其他擁有解答者身份的同伴們一起，以存在於世界各地的「賢者之謎」和「愚者之謎」為舞台，與POG展開解謎對決。

### 第2季
與POG結束戰鬥的界人及同伴們，不斷挑戰世界各地餘下的愚者之謎並過着和平的學園生活。
有一天，持有俄爾甫斯手鐲的謎之團體「Orpheus Order」將整個路德學園封鎖了。
接受了從Orpheus Order發出挑戰的界人，在學園內的制裁之謎內與普利謝爾對决。可是，之後等着他的，是被由複製的俄爾甫斯環操控着的路德學園學生所製作的致命謎題。

### 第3季
在Orpheus Order之戰後，成功晉級並開始了平穩的學生生活的大門界人面前，新的敵人萊賽爾出現了！
第2輪的挑戰開始了！握有關鍵的是挑戰「神之謎題」的男人——真方仁。而最終界人是否能掌握「仁的真實」呢？

## 登場人物

### 路德學園

#### 天才解題者
大門界人（配音：浅沼晋太郎、齋藤千和〈孩童時期〉（日本）／黃天佑、錢欣郁〈孩童時期〉（台灣）／黃尉斯（香港））
16歲，從英國歸國後進入了路德學園，高等部一年級生及特別優待生，天才黃金腦的候選者之一。
由於父母死於愚者之謎裡，造成界人一度怨恨謎題，曾說「謎題這種東西消失算了！」
曾解開哲學家給的謎題而獲得了「愛因斯坦」的稱號。比起其他事情，對他來說最喜歡的就是解謎。
第一季第1話，因解開隱藏於學校後山的賢者之謎而得到「俄爾甫斯」臂環，在緊急關頭會讓大腦活躍到極限去解謎。
但使用完俄爾甫斯臂環的性能後，便會因體力不支而暈倒。第一季第23話，因拒絕了俄爾甫斯臂環而導致臂環碎裂。
其後能在沒有俄爾甫斯環的情況下加速頭腦的活化，推測未來和解謎。
名言為「世界上沒有我解不開的謎題。」
解謎前會說「解謎時間開始了！」
曾被安娜和愛理說皮膚很好。
姓名取自問題（日文為モンダイ）和解答（日文為カイト）的易位構詞，正配合其解謎者的角色。
井藤野乃葉（配音：清水香里（日本）／雷碧文（台灣）／陳雪瑩（香港））
體育萬能，是界人的青梅竹馬，喜歡界人。高等部一年級生。
雖不擅長解謎，但是記憶力出奇的好。
經常製作甜點，其他人都愛吃，唯獨界人覺得難吃。
在動畫第一季第7集裡，獲得「南丁格爾」的稱號。
姓名是河內塔（日文為ハノイのとう）的易位構詞。
逆之上蓋蒙（配音：福山潤（日本）／梁興昌（台灣）／杜景煜（香港））
高等部一年級生，擁有「伽利略」的稱號，天才黃金腦的候選者之一。同時擁有解謎和製作謎題的能力。
在動畫第一季第2話登場。貌似很純情（與女性有身體接觸時會臉紅），對野乃葉有好感。
以地堂 刹為筆名製作謎題，於謎題雜誌《謎題王子月刊》投稿。
曾到POG當臥底。
名字是取自雙陸棋（日文為バックギャモン）的後兩個音節。
丘比克·G（丘比克·伽羅華）（配音：宮田幸季（日本）／劉凱寧（台灣）／張振熙（香港））
中等部二年級生，擁有「愛迪生」的稱號，天才黃金腦的候選者之一。野乃葉稱呼他為「小丘」。
在動畫第一季第3話登場，發明了聲稱可以讓界人避開謎題的手鐲並讓界人戴上，解開賢者之謎後便把手鐲解開。
常以自己的發明（監視器……等等）監測界人的腦波與動向。
名字是取自扭計骰（日文為ルービックキューブ）的「ビックキュー」再重組而成，姓氏則取自著名數學家伽羅華。
岩清水先生（配音：小野大輔（日本））
於第三季登場，為丘比克發明的人工智能機械人。
安娜·革蘭（配音：雪野五月（日本）／錢欣郁（台灣））
擁有「達文西」的稱號，天才黃金腦的候選者之一。
在動畫第一季第4話登場。擁有女生（野乃葉/其他女生）也稱讚的美貌，性別卻是男性。
似乎擁有與謎題製造者通靈的能力，以及擁有與動物溝通的能力。
從開學後便沒有來上過課，據說一直以來都待在學校的第二美術室。對於美術有極高度的天分，看到作品只需一瞬間就可以說出畫作的名字與創作者的相關資料。
講話時會以「安娜」來代替「我」，例如說「安娜覺得啊……」
曾和界人共浴，還說界人皮膚很好。
姓名是取自重組字的英文「anagram」。

#### 其餘學園成員
軸川總司（配音：石田彰（日本）／李景唐（台灣））
路德學園學生會會長（後辭任，由千枝乃玉木接任）兼解謎社部長，也是POG的Φ部門的成員。
擁有「牛頓」的稱號，但除了校長外無人知道。
愛喝蘋果汁，可見他手上經常拿著一包紙包蘋果汁。
同時也是出題者。在第一季第1話中，以「Minotaur」作為別名，邀請界人解答藏於學校後山的賢者之謎。
過去曾經解開隱藏於學校後山的賢者之謎，但並沒有被俄爾甫斯臂環選中，意味著他並非擁有天才黃金腦的人。
第二季中曾為了協助界人他們收集俄爾甫斯複製環的數據，而自願戴上Orpheus Order 提供的俄爾甫斯複製環β，其後跟界人對戰，被界人打敗後複製環β破裂，回復本性。同時也發現使複製環進化為真正的俄爾甫斯環的方法。
解道巴倫（配音：藤原啓治（日本）／葉三陽（台灣））
路德學園校長，界人的養父，真方仁的摯友。
POG的幹部之一，統領Φ部門。
千枝乃玉木（配音：佐藤利奈（日本）／錢欣郁（台灣））
路德學園學生會副會長，後繼任為學生會會長。
完美主義者，喜歡軸川。
第二季中曾被皮納克爾利用，戴上俄爾甫斯環的複製耳環，並製作謎題和界人對戰，其後界人成功破解謎題後複製耳環破裂，回復本性。
水谷愛理（配音：後藤麻衣（日本）／劉凱寧（台灣））
戴眼鏡短髮的解謎社的社員，女性，一直以來都想邀請界人加入他們的解謎社成為社員。
第二季中曾被米榭露卡利用，戴上俄爾甫斯環的複製指環，並製作謎題和界人對戰，其後界人成功破解謎題後複製指環破裂，回復本性。
武田直樹（配音：矢部雅史（日本）／李景唐（台灣））
瘦高戴眼鏡的解謎社社員，男性。多次向界人挑戰失敗，製作的謎題被界人說粗糙。
相澤悠一（配音：岸尾大輔（日本）／梁興昌（台灣））
黑髮微胖，髮型像洋蔥的解謎社社員，男性。和武田感情很好，稱武田為前輩。
奥寺八郎（配音：諏訪部順一（日本））
第二季登場，奥寺之弟。

### POG
「Puzzle of God」的簡稱，專門製作謎題給解題者解答的財團組織。

#### POG幹部
畢達哥拉斯 伯爵（配音：塾一久（日本））
POG的總帥，白髮的老人，天才黃金腦的候選者之一。
兩年前與真方仁進行神之謎對決後便消失不見，根據盧克的說法，在半年前已經死亡。
實際是與真方仁對決後得到神之書，賭上自己的人生解讀神之書，可是到最後都解讀不能，根據盧克的說法他是廢寢忘餐地解讀然後死亡，死前把神之書交給盧克。
盧克·盤城·克羅斯費德（配音：櫻井孝宏（日本），孩童時期：佐藤利奈（日本）／雷碧文（台灣））
POG JAPAN的總負責者，天才黃金腦的候選者之一。大門界人的兒時玩伴，擅長製作謎題。
曾經是成型的天才黃金腦，並擁有俄爾甫斯臂環，在第一季的第25話在界人等人的協助下把俄爾甫斯臂環卸了下來 ，恢復以前的情感。
在天才黃金腦時，對於界人有著超乎想像的執著，想成為界人心中的永恆。
在第二季為了贖罪而決定為POG 進行改革。
名字是取自國際象棋的城堡。
畢曉普（配音：宮野真守（日本）／李景唐（台灣）／簡懷甄（香港））
POG JAPAN中央戰略室的GIVER。盧克·盤城·克羅斯費德的助手。
名字是取自國際象棋的主教。
分卡（配音：三宅健太（日本））
身材壯碩的男子。受盧克之命在廢棄軍隊基地佈置盧克5歲時做的謎題。
梅茲（配音：斎藤千和（日本）／錢欣郁（台灣））
POG唯一女性幹部，擅長製作以迷宮為主題的謎題。
名字是取自迷宮的英文maze。
戴斯曼（配音：谷山紀章（日本））
裝扮成小丑模樣的POG幹部，擅長製作以骰子為主題的謎題。
赫伯特穆勒（配音：森川智之（日本）／李景唐（台灣））
POG遠東本部長。為人陰險狡詐，為達目的不擇手段。其後被盧克逐出POG。
於第二季再度出場，成為Orpheus Order的指揮官。

#### POG成員
姬川艾蕾娜（配音：中島愛（日本）／錢欣郁（台灣））
在NHK的人氣猜謎節目《Puzzle Kingdom（謎題王國）》中擔任女王角色並於《拼圖女王erena》中出演天才頭腦派的偶像。
擁有「安托瓦内特」的稱號。
4歲時出道，直至現在已有10年。以任性的女王於業界聞名。在遊戲中心以「安托瓦妮特」而知名，與蓋蒙在益智遊戲中是99勝99負的競爭關係。
界人曾說過很喜歡她出的謎題。
對蓋蒙抱有好感。
第二季第10話起轉校到路德學園。
克拉什（配音：神奈延年（日本））
停車場謎題的出題者。外表是光頭的男子。
在謎題經過8分鐘時（時限剩餘2分鐘時），把謎題中的界人和其他成員所乘坐的汽車鎖住，以至於謎題無法破解。
因為上述的行為而被剝奪POG的出題者資格。
町造課長（配音：家中宏（日本）／李景唐（台灣））
白天為城鎮建設部門課長的出題者。雖然下屬都稱呼他為「課長」，但是他實際上卻是從上司到下屬都沒有人喜歡的中間層管理職。
對於城鎮建設賭上了人生的全部，抱著自己親手把城鎮爆破才算「完成」建設的決心，出了如果解不出答案城鎮就會爆炸的魔方陣謎題。
然而，儘管謎題被破解了還是按下爆破的按鈕，因而失去POG的出題者資格（在按下按鈕時，炸彈被POG解除）。
之後，在POG轉換組織方針後的許可下負責「東京PuzzleLand」的建設。
賽巴斯（配音：土師孝也（日本）／葉三陽（台灣））
某對夫妻的管家，出題者。
鬼手姫（配音：尤加奈（日本）／錢欣郁（台灣））
鬼之口神社的巫女，出題者。
塔野圓香（配音：川澄綾子（日本）／錢欣郁（台灣））
路德学園附屬路德幼稚園的教師，代替已逝世的丈夫擔任謎題的出題者。
大门明（配音：土屋トシヒデ（日本））
POG Japan的成员，跟大门静一起培养大门界人成为天才黄金脑的人，並非大门界人的亲生父亲。
最後自願跟大門靜一起代替界人挑戰愚者之謎並於謎題喪命。
大门静（配音：村井每早（日本））
POG Japan的成员，跟大门明一起培养大门界人成为天才黄金脑的人，並非大门界人的亲生母亲。
最後自願跟大門明一起代替界人挑戰愚者之謎並於謎題喪命。

### Orpheus Order（オルペウス·オーダー）
第二季登場人物，成員除梅蘭格麗外全都是帶著複製的「俄爾甫斯」。他們利用「俄爾甫斯」的複製品（如「俄爾甫斯」耳環）來收集數據，目的是以人工制造出終極的「俄爾甫斯」，給全人類佩帶。

#### 主要成員
普利謝爾（配音：神谷浩史、竹達彩奈〈孩童時期〉（日本）／簡懷甄（香港））
Orpheus Order的成員，天才黃金腦的候選者之一。十分珍惜母親給予的金屬拼圖吊墜。
憎恨界人，於第二季第七集說道「是界人害死了媽媽」。在小時侯的某一天，普利謝爾與界人約定了一起遊玩。可是當時盧克突然失蹤，令界人忘記了與普利謝爾的約定，令普利謝爾的母親悲傷地死去了。可是，由於複製環會扭曲擁有者的心智及記憶，因此普利謝爾所言並不可信。普利謝爾的母親實際上是因為第一代複製環的實驗的後遺症而去世。於第二季第19話中想起真正的記憶而作為天才黃金腦覺醒，使戴在手上的複製環進化為真正的俄爾甫斯環，也成為了與界人一樣最接近黃金頭腦的人。
名言為「Let's Play Up!」。
名字是取自一款使用52張牌進行的單人卡片遊戲，將整副牌搬到右上角的四個空欄為目標，稱為新接龍（FreeCell）的紙牌遊戲。
皮納克爾（配音：杉田智和（日本））
Orpheus Order的成員。雖然是個十分輕浮的人，可是在對戰時是個重視數據的人，而且擅長心理戰。
Orpheus Order的成員也討厭他。
與普利謝爾從小認識，重視普利謝爾。他讓界人回想起普利謝爾的事，可是普利謝爾毫不領情。
名字是取自一種叫皮納克爾（Pinochle）的紙牌遊戲。
道特（配音：小野大輔（日本））
Orpheus Order的成員。相當效忠於Orpheus Order，就算知道了手上配戴的是複製環而被當作實驗品，仍秉信著騎士的精神願意為Orpheus Order效命。
曾經想拉攏蓋蒙加入Orpheus Order，可是後來被拒絕。平常雖然看起來很冷酷，但實際上是很享受解謎的。
名字是取自一種叫吹牛（Doubt）的紙牌遊戲。
梅蘭格麗（配音：齋藤桃子（日本）／錢欣郁（台灣）／高雅玲（香港）））
Orpheus Order的成員，天才黃金腦的候選者之一。是一位傲慢任性的大小姐。
以「姐姐大人」稱呼米榭露卡，但其實根本沒把她當成自己的姐姐看，十分輕視她。
在俄爾甫斯環發動時會默不作聲。害怕普利謝爾。Orpheus Order的成員中是少數擁有真正的俄爾甫斯環的人。
由於界人曾經說她所製作的謎題很簡單，因此十分討厭界人。
名字是取自一種叫專注的紙牌遊戲的日文別名「メランコリィ」。
米榭露卡（配音：日笠陽子（日本）／雷碧文（台灣））
Orpheus Order的成員。並給予水谷愛理戒指型的俄爾甫斯環。
與安娜的姐姐依芙是朋友。
懷斯特（配音：小西克幸（日本））
負責照顧Orpheus Order的成員，言行舉止溫柔親切，在界人等人與Orpheus Order的對戰中擔任公正的判决。
名字是取自一種叫惠斯特（Whist）的紙牌遊戲。是一種由四個人組成兩對搭檔在方桌上進行比賽的紙牌遊戲，為橋牌的前身。
克隆達克（配音：堀秀行（日本））
第二季第20話登場，Orpheus Order的現任領袖，同時也是一位富商。本名為陸德維西·雷本赫爾茲（ルートヴィヒ・レーベンヘルツ／Ludwig Loewenherz）。
年輕時為了成為天才黃金腦而主動加入Orpheus Order，但遭俄爾甫斯環拒絕。其後說服 Orpheus Order 的成員分析俄爾甫斯環並研發出複製環，從而獲得天才黄金腦的力量。
終極複製環完成後，便使用天才黄金腦的力量戰勝POG和其他Orpheus Order 的成員，但後來被普利謝爾打敗並被他奪取了終極複製環。
名字是取自一種叫接龍（Klondike）的紙牌遊戲。

#### 其他成員
赫伯特穆勒
參見POG幹部。
阿瓦和阿諾（配音：日野聰（阿瓦）、阿部敦（阿諾）（日本））
Orpheus Order 的南美支部近衞隊成員，為雙胞胎兄弟。
依芙·革蘭（配音：渡邊久美子（日本））
安娜的姐姐。與米榭露卡是朋友。
蘇莉堤亞（配音：中村千繪（日本））
Orpheus Order的成員，普利謝爾的媽媽，已故。
第一代複製環的實驗者。
名字是取自單人紙牌遊戲的英文 Solitaire。

### Master Brain（マスターブレイン）
第三季登場人物。在以前曾與真方仁（未被奪走心智前）結盟，目的是利用謎題消滅所有解謎者。

#### 主要成員
萊賽爾（配音：茅原實里（日本））
在過去認識真方仁的少女，喜歡真方仁。
和盧克一樣，她也擅長製作謎題。
在真方仁遊歷世界尋找愚者之謎時在一個村落認識萊賽爾，之後萊賽爾跟他一起展開旅程，直至真方仁和畢達哥拉斯伯爵進行神之謎題對決才離開了她。
在奧菲斯覺醒後，她選擇追隨奧菲斯，並接受了奧菲斯環（其後在進行神之謎題前破裂），目的是通過成為黃金腦，解救真方仁。
名字是取自謎題的德文 Rätsel。
約翰·齊格蒙德·艾尼格瑪（配音：中田讓治（日本））
阿姆基聶共和國的總統以及Master Brain的統御者。
本名扎葛托卡（配音：草尾毅（日本）），為拉布修卡的未婚夫，也是拉布修卡專屬的出題者。
在拉布修卡逝世後，他假裝車禍身亡並化成另一個身分，之後趁阿姆基聶共和國混亂的時候成功奪取政權，成為總統。
他聲稱根據與真方仁建立的盟約，要將所有解謎者消滅。實際是因為拉布修卡的身亡而憎恨謎題，因此要消滅解謎者。
在奧菲斯覺醒後，他選擇追隨奧菲斯，目的是借助他改變歷史的能力，使拉布修卡復活。

#### 其他成員
福葛尼特（配音：飛田展男（日本））
因Master Brain發出懸賞令要消滅擁有天才黃金腦的人，而以謎題挑戰住門、丘比克及安娜三人，最終住門等人成功破解。
名字取自「誰做到了」的英文 Who done it。
真逆仁（配音：子安武人（日本））
假冒真方仁的男子。
以迷宮加滑塊類遊戲類謎題挑戰界人，最終界人成功破解。
德古托魯·特奧雷姆（配音：白熊寛嗣（日本））
自稱數字魔術師，乘坐甲蟲型機械人的出題者。
其謎題為要在數字方陣中找出「最美麗、最令人陶醉的數值」，最終丘比克在介人的協助下成功破解。
戴摩里休曼上校（配音：鹽屋浩三（日本））
自稱首屈一指的戰略家，以 Tank Place 謎題挑戰住門，最終住門成功破解。
梅蘭格麗
參見Orpheus Order。
喬（配音：安井邦彦（日本））
野乃的哥哥。籃球高手，但因為一年前父母意外去世，而放棄成為職業籃球員的夢想，管理父親生前留下的迷宮類謎題。
收到艾尼格瑪的指令，和住門以該謎題對戰（因需要以電單車對戰，而住門電單車技術較佳），最終雖然僅負於住門，但和住門等人成了朋友。
蕾吉娜·瑪麗亞·巴斯可（配音：池澤春菜（日本））
丘比克和安娜在和介人等人會合前，在伊瓜蘇瀑布遇見的女子。
她是艾尼格瑪的第三秘書，因為擁有出題者的傑出才能，而獲得艾尼格瑪的賞識，因而拋棄男友加入艾尼格瑪一方。
她引導丘比克和安娜進入萊賽爾所設計的愚者之謎，謎題被丘比克成功破解後，被艾尼格瑪辭退。
赫伯特穆勒
參見POG幹部。

### 其他人物
真方仁（配音：子安武人（日本）／李景唐（台灣）／簡懷甄（香港））
天才黃金腦的候選者之一，盧克·盤城·克羅斯費德和大門界人在小時候遇見的人，解道巴倫的同學兼朋友。
於神之謎題中落敗後，失去了記憶和心智，由解道巴倫照顧。
在第三季提及，真方仁其實並沒有失憶，只是為了阻止奧菲斯復活，將自己的記憶連同奧菲斯的精神體一併封印。而在他恢復記憶後，變成了另一個人格（奧菲斯）。
最後回復本性，然而界人卻指出真方仁和奧菲斯意識已融合，原因是奧菲斯在進入界人身體的瞬間，界人感覺到真方仁的存在。真方仁則說可以看到對方內心，然後想辦法阻止奧菲斯，才是屬於他的謎題，而對於奧菲斯來說也一樣，因此才會融合。
結局時真方仁已經逝世，除界人外（因界人正在外地修行）的一眾好友前往其墓前拜祭。
奧菲斯
於第三季後期，真方仁恢復記憶後的人格。瞳孔亦變成紫色。
據盧克所述，他是古代的天才，創造了神之謎題和奧菲斯臂環。而神之謎題是他為了長生不老而創造的。據畢逹哥拉斯文獻記載，奧菲斯用盡一切方法捨棄肉體，以精神體的形態存在。再在兩個黃金腦候選人進行神之謎題對決的時候，選擇其中一個作為容器，用來下載奧菲斯的精神體。他除了可以看見未來，也可以看見過去。甚至改變歷史，以至改變未來。一旦奧菲斯成為完美的黃金腦，世界將會毀滅。
據道特和米榭露卡調查所得，他仍然生存，目的是要和極致的出題者對抗，然後超越對方，極致的出題者就是眾神，而這場決鬥已持續了數千年。奧菲斯會在神之謎題的挑戰者中，選出勝利者作為他的新精神容器，這種能力是他和眾神對決後獲得的，通過捨棄原來的肉體，解除眾神的束縛，也就是死亡。之後當他解除了最大的束縛，也就是時間，他將會變成超越眾神的王者。而當奧菲斯戰勝眾神所有謎題的一刻，留在世上的將只會是奧菲斯。
他選擇了界人、住門、盧克、普利謝爾和萊賽爾五人作為奧菲斯肉體容器的候選人，並製造了對戰型謎題讓他們挑戰，結果界人和萊賽爾勝出，得以挑戰神之謎題。
最後他選擇了界人作為新的肉體容器，但在進入界人身體的瞬間，遭到丘比克發明的機器切斷。
天才奧寺（配音：麻生智久（日本）／葉三陽（台灣））
自稱是「謎題世界杯」（Puzzle Cup）亞洲預選賽第八名。
在第一季的第一話中想解開「學校後山的謎題」但觸發機關，危急關頭被路過的界人救出，但在電視上卻說是他救了界人一命。
據界人說是一個守財奴般的三流解謎者。
逆之上美晴（配音：竹達彩奈（日本））
逆之上住門的妹妹。在動畫第一季第18話登場。
自小父母已不在人世，由哥哥撫育成人。
不擅長煮食，在家都是由哥哥負責下廚。
道海北雄（配音：川津泰彦（日本））
北海道度假旅館「Hotel Puzzle in Resort」的經理。
野乃（配音：洲崎綾（日本））
介人、野乃葉和住門在尋找萊賽爾和真方仁的旅程中，在機場遇見的女孩子，樣貌和性格跟野乃葉相似。擅長空手道。
她是Master Brain成員喬的妹妹。
拉布修卡（配音：桑島法子（日本））
曾經是POG成員，與真方仁和解道巴倫認識，也是扎葛托卡（即後來的約翰·齊格蒙德·艾尼格瑪）的未婚妻。
和真方仁一樣也是出色的解謎者，因此被畢達哥拉斯伯爵招攬而加入POG。
來自阿姆基聶共和國，當時的阿姆基聶共和國是一個貧困的國家，因此她希望能有一個溫飽的世界，進而以「神之書」為目標，成為天才黃金腦。
只是面對進步神速的真方仁，她的能力未能追上。為了追上真方仁，她不斷挑戰愚者之謎，最後於謎題中喪命。
萊賽爾的雙親（配音：武虎（父）、洪英姬（母）（日本））
奧菲斯製作的神之謎題中，在萊賽爾虛幻的過去中出現。

## 設定及用語
天才黃金腦（φ brain / Phi-Brain）
擁有黃金比例（φ）大腦的存在。經由俄爾甫斯環加速頭腦活化，隔離周遭不必要的訊息，只留下解謎所需的資訊，最終能達到推測未來的程度。不過未來會隨著事件的發生而改變，推算的結果也會有不同。
俄爾甫斯環
於古時候由俄爾甫斯創造出來的臂環，製造材料及方法皆不詳。
被俄爾甫斯環所挑中的人即是天才黃金腦的候選，當啟動時一隻眼睛會發出紅光，也會加速腦的活化，並且拋開一切感覺、感情，同時無視於周遭環境，以便能更深入的去解謎，使用完後對於頭腦的負擔過大以致於使用者不支倒地甚至心靈崩壞。
賢者之謎
由POG創造，通常裝設有能殺人的機關。
解開後會有報酬「財」，但失敗會面臨死亡。
財
解開賢者之謎的報酬。解謎者在謎題被解開前不會知道相對的「財」是甚麼。
「財」並不限於物質，有可能是金錢、寶物、風景、知識，甚至是回憶。
愚者之謎
由POG創造，和賢者之謎一樣有殺人的機關，分別是愚者之謎並沒有「財」。
據POG所說，愚者之謎比賢者之謎更能加速天才黃金腦的成長。
制裁之謎
由Orpheus Order所制造的謎題，與愚者之謎一樣都有殺人的機關，以及並沒有「財」。
神之謎題（Puzzle Of God）
兩位天才黃金腦的候選者一起對戰的謎題，而雙方必須以性命或心智作為賭注，是終極的謎題。
目前的挑戰者有：畢達哥拉斯伯爵 VS.真方仁、盧克·盤城·克羅斯費德 VS.大門界人、普利謝爾 VS.大門界人、萊賽爾 VS.大門界人。
神之書
神之謎題的「財」，由古代的賢者「畢達哥拉斯」將它封印在神之謎題中。
據說只有「畢達哥拉斯」本人才知道書中的知識和內容，而且據說獲得這本書的人將會得知宇宙中一切謎題的答案，甚至可以自由地操縱世界，長生不死，就跟神一樣。
畢達哥拉斯伯爵與真方仁對決後得到神之書，賭上自己的人生解讀神之書，可是最後都解讀失敗，根據根據盧克的說法是廢寢忘餐地解讀然後死亡，死前把神之書交給盧克。最後在第一季第25話中被火燒掉。
而在第三季提及，神之書並不存在，只是奧菲斯引誘解謎者挑戰神之謎題而設的誘餌。

## 动画

### 製作人員
- 原作︰矢立肇
- 導演︰佐藤順一（第1季）→遠藤廣隆（第2、3季）
- 系列構成︰関島眞頼、佐藤順一（第2、3季）
- 脚本︰関島眞頼、樋口達人、野村祐一、根元歳三、小林英造、加藤陽一（第1季）
- 人物设计、總作畫監督（後者為第2、3季）︰佐佐木洋平
- 謎題設計︰郷内邦義
- 美術監督︰中村典史（第1季）→河野次郎（第2、3季）
- 色彩設計：井上あきこ
- 攝影監督：千葉洋之
- 音樂︰井筒昭雄
- 音響監督：鶴岡陽太
- 制作統括：福田貴美子、野島正宏、尾崎雅之
- 動畫製作︰日昇動畫
- 製作︰NHK教育頻道
- 制作、著作︰NHK、日昇動畫

### 主题曲
第1季
- 片头曲「Brain Diver」

作詞：藤林聖子，作曲：山田智和，編曲：CHOKKAKU，歌：May'n
- 片尾曲（第25话为不同的混音版本）

作詞、歌：清浦夏實，作曲、編曲：曽我淳一
- 插入曲

作詞：及川眠子，作曲、編曲：井筒昭雄，歌：姬川愛蓮娜（中島愛）
- 插入曲「Quebra Cabeça」（解谜插入曲）

歌：
第2季
- 片頭曲「Now or Never」

作詞、歌：ナノ，作曲：nanovish，編曲：西邊誠
- 片尾曲

作詞：津久井恒仁、，作曲：津久井恒仁，編曲：ammoflight、，歌：ammoflight
第3季
- 片頭曲「Destiny」

作詞、作曲、編曲、歌：neko
- 片尾曲「Say Yeah!」（第1－8話、第10－24話）

作詞：相田毅，作曲、編曲：長岡成貢，歌：（淺沼晉太郎、清水香里、福山潤、宮田幸季、雪野五月）
- 片尾曲「diamond secret」（第9話）

作詞：，作曲、編曲：井筒昭雄，歌：萊賽爾（茅原實里）
- 片尾曲（第25話）

作詞、歌：清浦夏實，作曲、編曲：曽我淳一

### 各集標題
| 話數                    | 日文標題 | 中文標題                         | 劇本     | 分鏡     | 演出                       | 作畫監督                                         |
| 第1季                   | 第1季    | 第1季                            | 第1季    | 第1季    | 第1季                      | 第1季                                            |
| ----------------------- | -------- | -------------------------------- | -------- | -------- | -------------------------- | ------------------------------------------------ |
| 第1話                   |          | 迷宮的隱藏契約                   | 關島真賴 | 佐藤順一 | 遠藤廣隆                   | 佐佐木洋平                                       |
| 第2話                   |          | 賢者的報酬                       | 樋口達人 | 遠藤廣隆 | 京極尚彥                   | 安彥英二                                         |
| 第3話                   |          | 天才少年的憂鬱                   | 加藤陽一 | 今泉賢一 | 久保太郎                   | 緒方美枝子                                       |
| 第4話                   |          | 密室的少女                       | 野村祐一 | 大原實   | 松村玲                     | 松田芳明                                         |
| 第5話                   |          | 來自惡夢的邀請函                 | 樋口達人 | 重田敦司 | 重田敦司                   | 重田敦司                                         |
| 第6話                   |          | 朝向光芒的復活                   | 小林英造 | 京極尚彥 | 京極尚彥                   | 松井章                                           |
| 第7話                   |          | 野乃葉的稱號                     | 關島真賴 | 大原實   | 松村玲                     | 松田芳明                                         |
| 第8話                   |          | 螃蟹！溫泉！猜謎王               | 野村祐一 | 松井仁之 | 阿宮正和                   | 佐佐木洋平、伊藤裕次                             |
| 第9話                   |          | 落下的蘋果與道路的延續           | 樋口達人 | 松尾衡   | 小俣真一                   | 緒方美枝子                                       |
| 第10話                  |          | 歡迎前來女王之國                 | 小林英造 | 吉田光春 | 吉田光春                   | 芳川彌生                                         |
| 第11話                  |          | 女王大人的逆襲                   | 根元歲三 | 重田敦司 | 重田敦司                   | 重田敦司                                         |
| 第12話                  |          | 再一次的解謎時間                 | 根元歲三 | 松村玲   | 松村玲                     | 松田芳明                                         |
| 第13話                  |          | 決別之塔                         | 關島真賴 | 京極尚彥 | 京極尚彥                   | 安彥英二                                         |
| 第14話                  |          | 友情的資格                       | 野村祐一 | 高柳哲司 | 阿宮正和                   | 松井章                                           |
| 第15話                  |          | 藍色太陽、深紅色月亮             | 小林英造 | 小野勝巳 | 小野勝巳                   | 佐佐木洋平、伊藤裕次                             |
| 第16話                  |          | 斷罪的迷宮                       | 樋口達人 | 松尾衡   | 高島大輔                   | 緒方美枝子、日向正樹                             |
| 第17話                  |          | 真實                             | 根元歲三 | 高本宣弘 | 前園文夫                   | 松田芳明                                         |
| 第18話                  |          | 朝向光芒的背叛                   | 關島真賴 | 重田敦司 | 重田敦司                   | 重田敦司                                         |
| 第19話                  |          | 背叛的證明                       | 野村祐一 | 吉田光春 | 吉田光春                   | 芳川彌生、中島裕一                               |
| 第20話                  |          | 加速中的挑戰者                   | 樋口達人 | 松尾衡   | 阿宮正和                   | 安彥英二                                         |
| 第21話                  |          | 閃光之淚                         | 根元歲三 | 小野勝巳 | 青柳宏宜                   | 松井章                                           |
| 第22話                  |          | 繼承大志之人                     | 小林英造 | 高本宣弘 | 前園文夫                   | 松田芳明                                         |
| 第23話                  |          | 剩下的選項                       | 根元歲三 | 吉田光春 | 阿宮正和                   | 佐佐木洋平、伊藤裕次                             |
| 第24話                  |          | 永遠的存在                       | 關島真賴 | 高柳哲司 | 齊藤德明                   | 緒方美枝子、宮田奈保美                           |
| 第25話                  |          | 解謎時間的開始！                 | 樋口達人 | 重田敦司 | 重田敦司                   | 重田敦司、佐佐木洋平                             |
| 第2季〈俄耳甫斯命令篇〉 |          |                                  |          |          |                            |                                                  |
| 第1話                   |          | 俄耳甫斯 命令                    | 關島真賴 | 小野勝巳 | 小野勝巳                   | 佐佐木洋平、伊藤祐次                             |
| 第2話                   |          | 心中的黑暗                       | 樋口達人 | 高柳哲司 | 曾我準                     | 山本航 富山大輔                                  |
| 第3話                   |          | 皮洛波洛的陷阱                   | 野村祐一 | 高本宣弘 | 三好正人                   | 松井章                                           |
| 第4話                   |          | 騎士們的夜晚                     | 根元歲三 | 高柳哲司 | 阿宮正和                   | 荒尾英幸                                         |
| 第5話                   |          | 迷惑的伽利略                     | 小林英造 | 青柳宏宜 | 青柳宏宜                   | 今岡大、外谷章                                   |
| 第6話                   |          | 決鬥是解謎的旋律                 | 樋口達人 | 佐藤順一 | 高田淳                     | 田邊謙司                                         |
| 第7話                   |          | 約定                             | 根元歲三 | 重田敦司 | 重田敦司                   | 青木あさ子                                       |
| 第8話                   |          | 想給你溫暖                       | 野村祐一 | 高柳哲司 | 曾我準                     | 佐藤陽、山本航                                   |
| 第9話                   |          | 笑顏的真實                       | 關島真賴 | 小野勝巳 | 小野勝巳                   | 伊藤裕次、松浦里美                               |
| 第10話                  |          | 解謎時間未開始！                 | 小林英造 | 佐藤順一 | 佐藤和磨                   | 緒方美枝子、岡田由起子                           |
| 第11話                  |          | 野乃葉也要猜謎！                 | 根元歲三 | 高柳哲司 | 牧野吉高                   | 松井章                                           |
| 第12話                  |          | 米陶洛斯的誘惑                   | 樋口達人 | 松井仁之 | 阿宮正和                   | 荒尾英幸、杉光登                                 |
| 第13話                  |          | 禁斷的果實                       | 樋口達人 | 青柳宏宜 | 青柳宏宜                   | 今岡大、外谷章                                   |
| 第14話                  |          | 歸來的惡魔                       | 根元歲三 | 遠藤廣隆 | 曾我準                     | 高木潤 山本航                                    |
| 第15話                  |          | 償還                             | 小林英造 | 重田敦司 | 重田敦司                   | 佐佐木洋平、伊藤裕次 中島利洋                    |
| 第16話                  |          | 憎恨的碎片                       | 關島真賴 | 高本宣弘 | 川西泰二                   | 服部一郎                                         |
| 第17話                  |          | Pinochle的覺悟                   | 根元歲三 | 小野勝巳 | 小野勝巳                   | 松井章、中村千秋                                 |
| 第18話                  |          | 那個男人，關於貝魯貝爾特         | 野村祐一 | 佐藤順一 | 安藤健                     | 荒尾英幸、山崎淳 谷友子                          |
| 第19話                  |          | 覺醒                             | 樋口達人 | 遠藤廣隆 | 牧野吉高                   | 今岡大 外谷章                                    |
| 第20話                  |          | 愚者之謎再次登場                 | 根元歲三 | 松井仁之 | 林明偉                     | 石井裕美子、岩田芳美 池田早香、岩田幸大          |
| 第21話                  |          | 悲傷的道化師                     | 關島真賴 | 青柳宏宜 | 青柳宏宜                   | 伊藤裕次、外谷章 佐佐木洋平                      |
| 第22話                  |          | 盤上的支配者                     | 小林英造 | 重田敦司 | 重田敦司                   | 松井章、中村千秋 伊藤裕次、中島利洋              |
| 第23話                  |          | 神的誤算                         | 樋口達人 | 小野勝巳 | 江島泰男                   | 服部一郎、緒方美枝子 石井香織                    |
| 第24話                  |          | 封閉的世界                       | 關島真賴 | 佐藤順一 | 安藤健                     | 荒尾英幸、山崎淳                                 |
| 第25話                  |          | 解開無限之謎題！                 | 根元歲三 | 遠藤廣隆 | 遠藤廣隆 牧野吉高          | 佐佐木洋平、伊藤裕次 今岡大、中村千秋 重田敦司   |
| 第3季〈宿敵！萊賽爾篇〉 |          |                                  |          |          |                            |                                                  |
| 第1話                   |          | 萊賽爾...                        | 關島真賴 | 遠藤廣隆 | 牧野吉高                   | 佐佐木洋平、中島利洋                             |
| 第2話                   |          | 你什麼都不知道                   | 小林英造 | 尾崎隆晴 | 尾崎隆晴                   | 伊藤裕次                                         |
| 第3話                   |          | 即使如此我也相信                 | 松井亞彌 | 木村哲   | 牧野吉高                   | 石川智美                                         |
| 第4話                   |          | 吃了美味之後就能解決大部分的問題 | 中瀨理香 | 重田敦司 | 重田敦司                   | 濱津武廣、小山知洋                               |
| 第5話                   |          | 覺得就是如此                     | 根元歲三 | 南川達馬 | 森健                       | 緒方美枝子                                       |
| 第6話                   |          | 雷雷是貓友                       | 小林英造 | 尾崎隆晴 | 尾崎隆晴                   | 川田剛、中村真由美 諏訪可奈惠、中島利洋          |
| 第7話                   |          | 你也來朵花吧？                   | 樋口達人 | 重田敦司 | 重田敦司                   | 伊藤祐次、濱津武廣 中島利洋                      |
| 第8話                   |          | 永別                             | 關島真賴 | 森健     | 村野佑太                   | 芳川彌生、吉原幸之助 中島利洋                    |
| 第9話                   |          | 一起去那裡吧                     | 根元歲三 | 牧野吉高 | 牧野吉高                   | 淺井昭人、福元敬子 佐佐木洋平、中島利洋          |
| 第10話                  |          | 真正的夢想是什麼？               | 中瀨理香 | 尾崎隆晴 | 尾崎隆晴                   | 緒方美枝子、服部一郎 中島利洋                    |
| 第11話                  |          | 此刻想起了誰?                    | 松井亞彌 | 木村哲   | 村野佑太                   | 吉原幸之助、中島利洋                             |
| 第12話                  |          | 你以為我會這麼說嗎?              | 立原正輝 | 森健     | 安藤健                     | 田邊謙司、中島利洋                               |
| 第13話                  |          | 這謎題的底子太淺了               | 小林英造 | 森健     | 左藤洋二                   | 伊藤祐次、伊藤秀樹 中島利洋                      |
| 第14話                  |          | 那時的我們                       | 樋口達人 | 重田敦司 | 重田敦司                   | 福元敬子、淺井昭人                               |
| 第15話                  |          | 想創造一個人人飽腹的世界         | 根元歲三 | 山崎光惠 | 伊藤秀樹                   | 服部一郎、小山知洋                               |
| 第16話                  |          | 旅程結束                         | 關島真賴 | 牧野吉高 | 牧野吉高                   | 奥田淳、宮谷里沙 佐佐木洋平                      |
| 第17話                  |          | 成為Phi Brain吧                  | 根元歲三 | 尾崎隆晴 | 尾崎隆晴                   | 石井久美                                         |
| 第18話                  |          | 我即使解不開謎題也沒關係         | 樋口達人 | 高柳哲司 | 南康宏 宮原秀二            | 福世真奈美、榆木哲郎 吉田尚人、村田憲秦 齊藤和也 |
| 第19話                  |          | 因為你在看著                     | 中瀨理香 | 重田敦司 | 笹原嘉文                   | 伊藤裕次、淺井昭人 伊藤秀樹                      |
| 第20話                  |          | 為有100個星星的仁乾杯            | 松井亞彌 | 山崎光惠 | 鈴木輪流郎                 | 服部一郎、緒方美枝子 小山知洋                    |
| 第21話                  |          | 界人 是你輸了                    | 小林英造 | 重田敦司 | 重田敦司                   | 重田敦司                                         |
| 第22話                  |          | 所以 你無需迷茫                  | 立原正輝 | 森健     | 龜井治                     | 鈴木龍也                                         |
| 第23話                  |          | 兩個人一起!                      | 樋口達人 | 牧野吉高 | 牧野吉高                   | 伊藤裕次、宮谷里沙                               |
| 第24話                  |          | 即便有所欠缺                     | 根元歲三 | 遠藤廣隆 | 馬引圭 外山草              | 浅井昭人、石井久美 服部一郎、榆木哲郎 中島利洋   |
| 第25話                  |          | 活著真是太棒了                   | 根元歲三 | 遠藤廣隆 | 遠藤廣隆 重田敦司 牧野吉高 | 佐佐木洋平、鈴木龍也 伊藤裕次、宮谷里沙 中島利洋 |

### 播放电视台
| 播放地區 | 播放電視台  | 播放日期                      | 播放時間                   |
| 第1季    | 第1季       | 第1季                         | 第1季                      |
| -------- | ----------- | ----------------------------- | -------------------------- |
| 日本全域 | NHK教育频道 | 2011年10月2日 - 2012年4月1日  | 星期日 17時30分 - 17時55分 |
| 第2季    |             |                               |                            |
| 日本全域 | NHK教育頻道 | 2012年4月8日 - 9月23日        | 星期日 17時30分 - 17時55分 |
| 第3季    |             |                               |                            |
| 日本全域 | NHK教育頻道 | 2013年10月6日 - 2014年3月23日 | 星期日 17時30分 - 17時55分 |

| 衛視電影台 星期一至五 19:00－20:00 節目 8月14日、9月18日 19:30－20:00 | 衛視電影台 星期一至五 19:00－20:00 節目 8月14日、9月18日 19:30－20:00 | 衛視電影台 星期一至五 19:00－20:00 節目 8月14日、9月18日 19:30－20:00 |
| --------------------------------------------------------------------- | --------------------------------------------------------------------- | --------------------------------------------------------------------- |
|                                                                       | 天才黃金腦－神之謎 第1、2季 （2013年8月14日－9月18日）                |                                                                       |
| 棋靈王                                                                | 電影時段 （9月19日－9月20日）死神Bleach 重播，第1－63集               |                                                                       |

| FOX 星期一至五 17:30－18:00 節目       | FOX 星期一至五 17:30－18:00 節目                        | FOX 星期一至五 17:30－18:00 節目 |
| -------------------------------------- | ------------------------------------------------------- | -------------------------------- |
|                                        | 天才黃金腦－神之謎 第3季 （2016年4月11日－5月13日）     |                                  |
| 命運 停駐之夜 （2016年3月7日－4月7日） | 韓國人氣歌謠<精選> （17:00－18:00） （2016年5月16日－） |                                  |

| ViuTV 星期一至五 16:30－17:00 節目 3月27日起 16:00－16:30 | ViuTV 星期一至五 16:30－17:00 節目 3月27日起 16:00－16:30 | ViuTV 星期一至五 16:30－17:00 節目 3月27日起 16:00－16:30 |
| --------------------------------------------------------- | --------------------------------------------------------- | --------------------------------------------------------- |
|                                                           | 神之謎題 第1－3季 （2016年12月22日－2017年4月5日）        |                                                           |
| 友夫日記                                                  | 小梅子日記                                                |                                                           |

## 遊戲
在PlayStation Portable平台上推出，由Arc System Works於2012年5月31日發售。

由萬代南夢宮在iPhone平台上推出的遊戲app。